# Dióni (Attique)
Dióni, en grec moderne : Διώνη, est un village du dème de Rafína-Pikérmi, en Attique de l'Ouest, Grèce.
Selon le recensement de 2011, la population du village s'élève à 2 111 habitants.